# 下洞戸村
下洞戸村（しもほらどむら）は、かつて岐阜県武儀郡にあった村である。
現在の関市洞戸大野、洞戸黒谷、洞戸小坂に該当する。

## 歴史
- 1875年（明治8年） - 大野村、黒谷村、小坂村が合併し、下洞戸村となる。
- 1889年（明治22年）7月1日 - 町村制により、下洞戸村が発足。
- 1897年（明治30年）4月1日 - 市場村、通元寺村、片村、菅谷村、栗原村、飛瀬村、奥洞戸村と合併して洞戸村が発足。同日下洞戸村は廃止。